# Opus spicatum

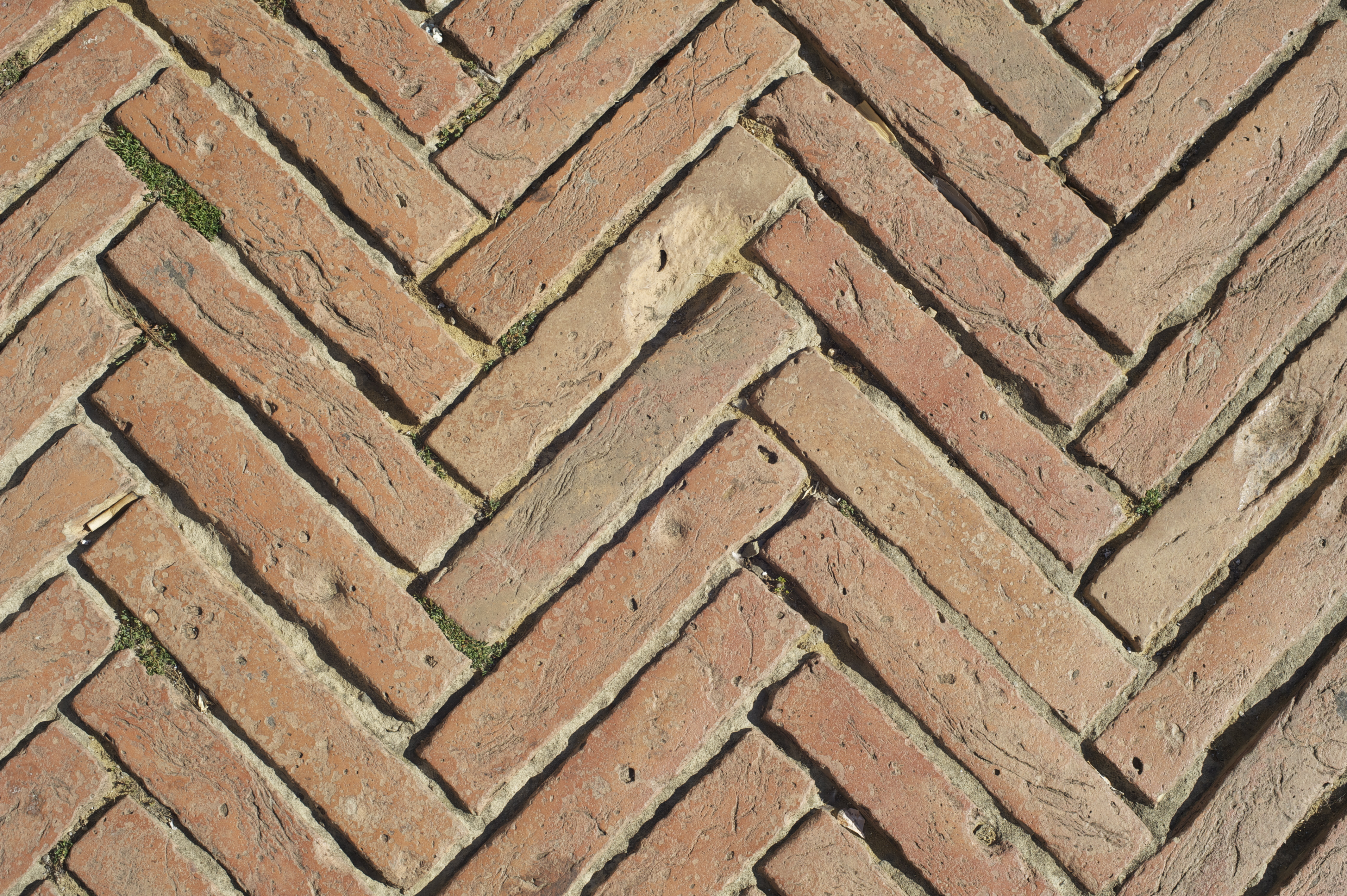
Närbild på Opus spicatum.

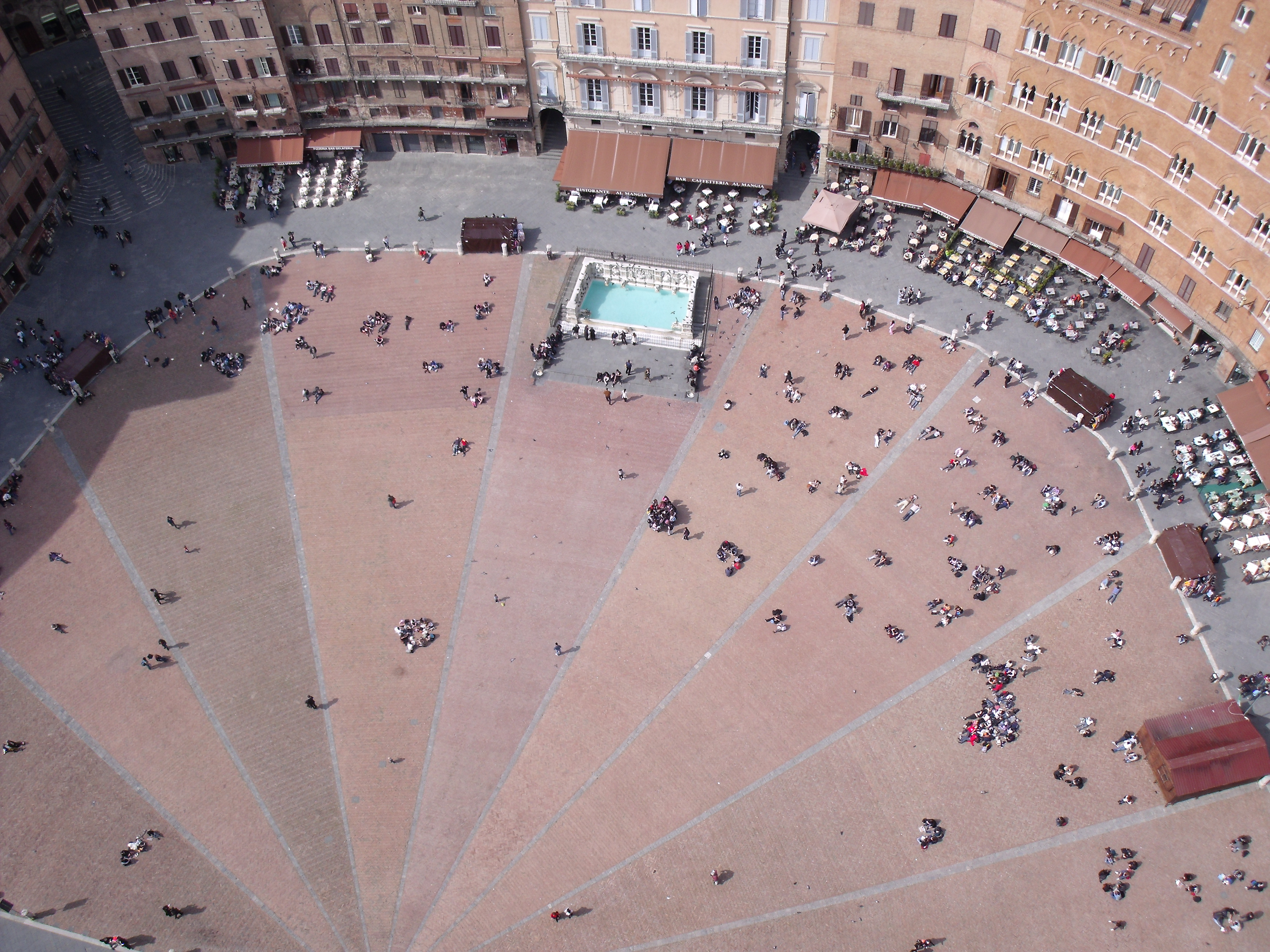
Torget Piazza del Campo är belagt med Opus spicatum.

Opus spicatum (Axformigt arbete) är en romersk murteknik där murstenarna ställvis placerade som sädeskornen i ett ax. 